# Коркинцы
Коркинцы — опустевшая деревня в Унинском районе Кировской области.

## География
Располагается на расстоянии примерно 21 км по прямой на юго-восток от райцентра поселка Уни.

## История
Была известна с 1873 года как починок Коркинской, где было отмечено дворов 17 и жителей 140, в 1905 (починок Чумаковский или Коркинский) 38 и 219, в 1926 (деревня Коркинцы или Чуиаковский) 51 и 242, в 1950 52 и 195, в 1989 году проживало 77 человек. До 2021 года входила в состав Канахинского сельского поселения до его упразднения.

## Население
Постоянное население не было учтено как в 2002 году, так и в 2010.